# Бережанське лісомисливське господарство
ДП «Бережанське лісомисливське господарство» — структурний підрозділ Тернопільського обласного управління лісового та мисливського господарства, підприємство з вирощування лісу, декоративного садивного матеріалу, виготовлення пиломатеріалів.
Офіс (контора) знаходиться в Бережанах.

## Історія
ДП «Бережанське лісомисливське господарство» (тоді — лісгосп) створено 1940 року. Після організації два місяці лісгосп входив до складу Львівського управління лісового господарства, а пізніше перейшов до складу Станіславського управління лісового господарства.
Від 1953 — у складі Тернопільського управління лісового господарства.

## Відомості
Зона діяльності підприємства охоплює п'ять адміністративних районів області: Бережанський, Козівський, Зборівський, Монастириський, Підгаєцький.
За даними обліку лісові землі із загальної площі становлять 28473 га, в тому числі під лісовими культурами (насадження, створені лісівниками) — 13295 га.
Основними лісотвірними породами є бук (10130 га), дуб (10706 га), хвойні — 3064 га та м'яколистяні (береза, осика) породи (619 га).
Середній запас на 1 га вкритих лісом земель на стиглих та перестійних деревостанах становить 254 м³, та відповідно з даними обліку лісів 1996 року збільшився на 28 %.
Обсяг заготівлі деревини згідно з розрахунковою лісосікою головного користування становить 29,2 тис. м³, у тому числі 26,2 тис. м³ у твердолистяному господарстві (з них дуба — 5,6 тис. м³, бука — 14,9 тис. м³).
Щорічний розмір рубок догляду за лісом становить за видами рубок: освітлення — 180 га, прочищення — 141 га; проріджування — 110 га, прохідні — 40 га.
Інші рубки пов'язані з веденням лісового господарства (санітарні, лісовідновні, реконструкції та інші) проводяться на площі 240 га щорічно.
При проведенні рубок заготовляється 29,2 тис. м³ ліквідної деревини від головного користування, та 28,8 тис. м³ від рубок догляду за лісом пов'язаних із веденням лісового господарства.

## Лісництва
- Бережанське лісництво
- Завалівське лісництво
- Козівське лісництво
- Конюхівське лісництво
- Литвинівське лісництво
- Нараївське лісництво
- Підгаєцьке лісництво
- Урманське лісництво

## Керівники
- Олександр Левчук — нині

## Працівники
- Степан Іваницький — старший інженер-економіст, начальник цеху переробки деревини в 1974—1981

## Об'єкти природно-заповідного фонду
На території господарства знаходиться ? об'єктів природно-заповідного фонду.